# Unicaja Banco
Unicaja és una entitat financera espanyola, amb seu a Màlaga fundat el 2011 pel Monte de Piedad i Caixa d'Estalvis de Ronda, Cadis, Almeria, Màlaga, Antequera i Jaén (Unicaja) per a realitzar de manera indirecta l'exercici de la seva activitat financera.
A 31 de març de 2022, els actius d'Unicaja eren de 110.623 milions d'euros, sent la 6a entitat financera espanyola per volum. Aquesta mateixa data comptava amb 1.237 oficines i 8.799 empleats.
Cotitza en la Borsa de Madrid (UNI) i forma part de l'índex IBEX 35. El seu pes a l'Ibex era del 0,46% l'agost de 2024.